# Anolis allogus
Anolis allogus е вид влечуго от семейство Dactyloidae. Видът не е застрашен от изчезване.

## Разпространение и местообитание
Разпространен е в Куба.
Обитава градски местности и плата.